# Littorina albicarinata
Littorina albicarinata är en snäckart som beskrevs av Mclean 1970. Littorina albicarinata ingår i släktet Littorina och familjen strandsnäckor. Inga underarter finns listade i Catalogue of Life.